# Scytalopus meridanus
Scytalopus meridanus е вид птица от семейство Rhinocryptidae.

## Разпространение
Видът е разпространен във Венецуела.